# マンガワン
『マンガワン』は、小学館が2014年12月4日からリリースしているiOS・Android用マンガ雑誌アプリ。リリース時の名称は『MangaONE』。

## 概要
小学館が運営するウェブコミック配信サイト『裏サンデー』の連載作品（連載終了作品も含む）を全話読むことができるほか、小学館発行の漫画雑誌に掲載されていた『闇金ウシジマくん』『MAJOR』『神のみぞ知るセカイ』などの名作漫画を読むことができる。
マスコットキャラは、若木民喜がデザインした「ノンブルちゃん&ケルベロス」。
2014年12月のスタート時、全22作品1000話以上を掲載し、話数・連載作品数は今後どんどん増加する予定とされていた。
『裏サンデー』の連載作品が1週間早く読めるという特典や、『マンガワン』でしか読めない描き下ろしおまけページちょい足しが用意されている。
2016年1月ごろ、『少年ジャンプ+』（集英社）を抜いて、日本資本の出版社による漫画アプリでは日本一の月間アクティブユーザー（AU）数を誇るようになった。これ以降、両者は数年に渡り1位争いを繰り広げた。世界的なコロナ禍にあった2020年2月ごろ、『少年ジャンプ+』のAU数が急増し、『マンガワン』は大きく引き離された。
2022年10月31日、Twitterに作品を投稿する拡散型投稿サイト『#マンガイチ』をプレオープン。12月1日、正式オープンした。
2024年1月24日、YouTube上にてマンガ制作の裏側に迫るドキュメンタリーと題し、『ウラ漫 ー漫画の裏側密着ー』を公開（不定期更新）。

## 連載作品

### 連載中（更新中）
2024年2月12日現在のもので、更新日別のページにある作品 。
| 作品名 | 作者（作画）             | 原作など                                                    | 更新日               |
| --- | ------------------------ | ----------------------------------------------------------- | -------------------- |
| アカネノネ | 矢田恵梨子               | －                                                          | 月曜                 |
| 生きぬけ!爆走!クソハムちゃん | NORICOPO                 | －                                                          | 隔週月曜             |
| 異剣戦記ヴェルンディオ | 七尾ナナキ               | －                                                          | 月曜                 |
| 一勝千金 | MAAM（作画）             | サンドロビッチ・ヤバ子（原作）                              | 隔週月曜             |
| ウェルベルム-言葉の戦争- | 伏見航介（作画）         | 花林ソラ（原作）                                            | 月曜                 |
| 駅伝男子プロジェクト | 高橋しん                 | －                                                          | 月曜                 |
| 御曹司の並ぶ店 | 宇佐美真紀               | －                                                          | 月曜                 |
| 九条の大罪 | 真鍋昌平                 | －                                                          | 月曜                 |
| この雪原で君が笑っていられるように | ちづはるか               | －                                                          | 隔週月曜             |
| この世は戦う価値がある | こだまはつみ             | －                                                          | 隔週月曜             |
| 米蔵夫婦のレシピ帳 | 片山ユキヲ               | －                                                          | 隔週月曜             |
| 少年院ウシジマくん | 山崎童々（作画）         | 真鍋昌平（原作）                                            | 月曜                 |
| 人生最大の嘘ついた | 梅サト                   | －                                                          | 毎月月曜             |
| 住みにごり | たかたけし               | －                                                          | 隔週月曜             |
| ダンベル何キロ持てる? | MAAM（作画）             | サンドロビッチ・ヤバ子（原作）                              | 隔週月曜             |
| なおりはしないが、ましになる | カレー沢薫               | －                                                          | 毎月月曜             |
| 7代祟りますので早く結婚してください! | TABIKO（作画）           | 猪熊しのぶ（原作）                                          | 第1月曜              |
| パワハラ限界勇者、魔王軍から好待遇でスカウトされる～勇者ランキング１位なのに手取りがゴミ過ぎて生活できません～＠comic                              | 島崎勇輝（作画）         | 日之影ソラ（原作） Noy (キャラクター原案)                   | 月曜                 |
| 東サンディス旅客鉄道～馬車しかない異世界で鉄道会社はじめます～                                                                                     | 藤木俊（作画）           | STUDIO SEED（協力：彩色）                                   | 隔週月曜             |
| プラナタスの実 | 東元俊哉                 | －                                                          | 月曜                 |
| フールナイト | 安田佳澄                 | －                                                          | 隔週月曜             |
| ホタルの嫁入り | 橘オレコ                 | －                                                          | 隔週月曜             |
| マイホームアフロ田中 | のりつけ雅春             | －                                                          | 月曜                 |
| ミドリノバショ | 岡Q                      | －                                                          | 隔週月曜             |
| 土竜の唄 | 高橋のぼる               | －                                                          | 月曜                 |
| やがて、ひとつの音になれ | 草原うみ                 | －                                                          | 第1月曜              |
| 勇者が死んだ！ 神の国編 | スバルイチ               | －                                                          | 毎月第2月曜更新      |
| 勇者様、湯加減はいかがですか? | まりも                   | －                                                          | 隔週月曜             |
| ようこそ!FACT(東京S区第二支部)へ | 魚豊                     | －                                                          | 月曜                 |
| レ・セルバン | 濱田浩輔                 | －                                                          | 隔週月曜             |
| 青のオーケストラ | 阿久井真                 | －                                                          | 隔週火曜             |
| アフターゴッド | 江野朱美                 | －                                                          | 隔週火曜             |
| 暗殺後宮～暗殺女官・花鈴はゆったり生きたい～ | 緒里たばさ               | －                                                          | 隔週火曜             |
| お別れホスピタル | 沖田×華                  | －                                                          | 毎月火曜             |
| グッドナイト・ワールドエンド | 岡部閏                   | －                                                          | 隔週火曜             |
| 健康で文化的な最低限度の生活 | 柏木ハルコ               | －                                                          | 隔週火曜             |
| 災禍の魔女は自由に暮らしたい | 青木洸（作画）           | 猫子（原案）                                                | 隔週火曜             |
| さて、来週の佐々江さんは？ | のの子                   | －                                                          | 隔週火曜             |
| 静人くんの初めて、奪ってしまいました | 山悠希（作画）           | 吉野郁（原作）                                              | 隔週火曜             |
| 死にかけ悪役令嬢の失踪 | ささきさ（作画）         | 和泉杏花（原作） 鈴ノ助 (キャラクター原案)                  | 隔週火曜             |
| 灼熱カバディ | 武蔵野創                 | －                                                          | 火曜                 |
| 青春の霹靂 | 八寿子                   | －                                                          | 隔週火曜             |
| セクシー田中さん | 芦原妃名子               | －                                                          | 火曜                 |
| セシルの女王 | こざき亜衣               | －                                                          | 隔週火曜             |
| 太陽と月の鋼 | 松浦だるま               | －                                                          | 隔週火曜             |
| ダンス・ダンス・ダンスール | ジョージ朝倉             | －                                                          | 火曜                 |
| 血と灰の女王 | バコハジメ               | －                                                          | 火曜                 |
| ツイてないゲーム実況者は憧れの人に課金される | 中てい                   | －                                                          | 火曜                 |
| 電脳エンマ | グレイス・ジョイ（作画） | 相場王ししゃもん（原案）                                    | 隔週火曜             |
| 花嫁Reスタート | 京町妃紗                 | －                                                          | 隔週火曜             |
| ハルスケル | まえだたかひろ           | －                                                          | 隔週火曜             |
| 腐女子令嬢は隣国の王子から逃げられない～私は推しカプで萌えたいだけなのです                                                                         | 皐アスカ（作画）         | 澤谷弥（原作） 青木健生（プロデュース） 潮路奈和（脚色）    | 隔週火曜             |
| プラネットガール | 大石日々                 | －                                                          | 火曜                 |
| 忘却のサチコ | 阿部潤                   | －                                                          | 隔週火曜             |
| ほどなく、お別れです | 込由野しほ（作画）       | 長月天音（原作）                                            | 隔週火曜             |
| 夢なし先生の進路指導 | 笠原真樹                 | －                                                          | 火曜                 |
| 路傍のフジイ～偉大なる凡人からの便り～ | 鍋倉夫                   | －                                                          | 火曜                 |
| 陰キャのバズりかた | 児玉直樹（作画）         | 秋本貴廣（原作）                                            | 隔週水曜             |
| ウソツキ皐月は死が視える | 了子                     | －                                                          | 隔週水曜             |
| 占い師星子 | 岬ミミコ                 | －                                                          | 隔週水曜             |
| 映像研には手を出すな! | 大童澄瞳                 | －                                                          | 隔週水曜             |
| からかい上手の（元）高木さん | 稲葉光史                 | －                                                          | 月刊水曜             |
| 後宮を追放された稀代の悪女は離宮で愛犬をモフモフしてたい                                                                                           | 幸路（作画）             | マチバリ（原作）                                            | 隔週水曜             |
| 寿エンパイア | せきやてつじ             | －                                                          | 水曜                 |
| 獣王と薬草 | 坂野旭（作画）           | 艮田竜和（原作） ももちち（キャラクター原案）               | 水曜                 |
| 常人仮面 | 鶴吉繪理（作画）         | 一路一（原作）                                              | 水曜                 |
| 少年ブラヰド | 蜜樹みこ                 | －                                                          | 水曜                 |
| 新九郎、奔る! | ゆうきまさみ             | －                                                          | 隔週水曜             |
| スノウボールアース | 辻次夕日郎               | －                                                          | 隔週水曜             |
| 妻観察日記 | 福満しげゆき             | －                                                          | 隔週水曜             |
| 釣りバカ日誌 | 北見けんいち（作画）     | やまさき十三（原作）                                        | 隔週更新             |
| Deep3 | 水野光博（作画）         | 飛松良輔（原作）                                            | 水曜                 |
| ドラゴン養ってください | 東裏友希（作画）         | 牧瀬初雲（原作）                                            | 隔週水曜             |
| 日本三國 | 松木いっか               | －                                                          | 隔週水曜             |
| 任侠転生 －異世界のヤクザ姫－ | 宮下裕樹 （作画）        | 夏原武（原作）                                              | 隔週水曜             |
| ハナイケル-川北高校華道部- | 山田はまち               | －                                                          | 水曜                 |
| 薔薇色の約束 | 宮坂香帆                 | －                                                          | 水曜                 |
| 姫様はおあずけです | 篠房六郎                 | －                                                          | 毎月水曜             |
| ひらやすみ | 真造圭伍                 | －                                                          | 隔週水曜             |
| ブラックチャンネル | きさいちさとし           | －                                                          | 水曜                 |
| まるさんかくしかく | 東村アキコ               | －                                                          | 隔週水曜             |
| マルセイ | 鯨川リョウ               | －                                                          | 月刊水曜             |
| ミワさんなりすます | 青木U平                  | －                                                          | 水曜                 |
| 無田のある生活 | 朝比奈ショウ             | －                                                          | 隔週水曜             |
| もう興味がないと離婚された令嬢の意外と楽しい新生活                                                                                                 | さびのぶち（作画）       | 和泉杏花（原作）                                            | 隔週水曜             |
| ヤンキーに恋と育児はムズすぎる | 小野ゆりえ（作画）       | 足立原ひかり（原作）                                        | 隔週更新             |
| リミテッドアイドル | 藤原ゆか                 | －                                                          | 水曜                 |
| ROPPEN-六篇- | 宮下暁                   | －                                                          | 水曜                 |
| アオアシ | 小林有吾                 | －                                                          | 木曜                 |
| アタックシンドローム類 | 吉沢潤一                 | －                                                          | 木曜                 |
| 運命の巻戻士 | 木村風太                 | －                                                          | 木曜                 |
| 江口さんはゲーム脳 | となりの岸田             | －                                                          | 隔週木曜             |
| 俺のリスク | イシイ渡 (作画)          | 鳥トマト (原作)                                             | 木曜                 |
| 風の大地 | かざま鋭二（作画）       | 坂田信弘（原作）                                            | 隔週木曜             |
| キミ特!～キミにも特撮映画が撮れる!!～ | 柚木涼太（作画）         | 水沢夢（原作） 塚田英明 (原案協力)                          | 木曜                 |
| くーねるまるたぬーぼ | 高尾じんぐ               | －                                                          | 木曜                 |
| ケンガンオメガ | だろめおん (作画)        | サンドロビッチ・ヤバ子 (原作)                               | 木曜                 |
| 紫雲寺家の子供たち | 宮島礼吏                 | －                                                          | 隔週木曜             |
| 深愛なるＦへ オペラ座の怪人 | 七尾美緒                 | －                                                          | 木曜                 |
| 数学ゴールデン | 藏丸竜彦                 |                                                             | 木曜                 |
| つれない彼女のひとりじめ | 甘里シュガー             | －                                                          | 隔週木曜             |
| 出会って5秒でバトル | みやこかしわ（作画）     | はらわたさいぞう（原作）                                    | 木曜                 |
| ドクドクドク | 津上昌也（作画）         | 渡辺瑛心（原作）                                            | 毎月木曜             |
| なんくるなんない! | 野原多央                 | －                                                          | 毎月木曜             |
| 二月の勝者-絶対合格の教室- | 高瀬志帆                 | －                                                          | 隔週木曜             |
| ニラメッコ | 久世岳                   | －                                                          | 隔週木曜             |
| 遥かなるマナーバトル | たむらゲン               | －                                                          | 隔週木曜             |
| ブラックガールズトークリターンズ | マキノマキ               |                                                             | 隔週木曜             |
| ベー革 | クロマツテツロウ         |                                                             | 隔週木曜             |
| 蛇神様の花嫁はやさしい家族が欲しい | 七瀬藍                   |                                                             | 隔週木曜             |
| へんなものみっけ! | 早良朋                   |                                                             | 隔週木曜             |
| 僕らはみんな生きてゆく! | アキヤマヒデユキ         |                                                             | 木曜                 |
| 星屑の王子様 | 茅原クレセ               |                                                             | 木曜                 |
| ホロウフィッシュ | むつき潤                 |                                                             | 隔週木曜             |
| まだら模様のコイ | 朝田ねむい               | －                                                          | 隔週木曜             |
| 三日月まおは♂♀をえらべない | 西野きいな               |                                                             | 木曜                 |
| 元無双高校生 | 手石ロウ（構成＆線画）   | 伊崎喬助（シナリオ）                                        | 隔週木曜             |
| 勇気あるものより散れ | 相田裕                   | －                                                          | 隔週木曜             |
| 妖怪殲滅のサイコリリー | 廃狼 (作画)              | 狗之餌 (原作)                                               | 木曜                 |
| あくたの死に際 | 竹屋まり子               | －                                                          | 隔週金曜             |
| 悪役令嬢は夜告鳥をめざす | 小田すずか（作画）       | さと（原作）                                                | 隔週金曜             |
| 味いちもんめ 継ぎ味 | 倉田よしみ（作画）       | あべ善太（原作） 久部緑郎（ストーリー協力）                 | 金曜                 |
| 異世界ポメラニアンと虹のもふもふ旅 | 春日有                   | －                                                          | 隔週金曜             |
| うしろの正面カムイさん | コノシロしんこ（作画）   | えろき（原作）                                              | 隔週金曜             |
| エリーゼのために～肉弾乙女と怪獣と救世主～ | 大谷じろう               | －                                                          | 隔週金曜             |
| 往生際の意味を知れ! | 米代恭                   | －                                                          | 金曜                 |
| 薬屋のひとりごと〜猫猫の後宮謎解き手帳〜 | 倉田三ノ路 (作画)        | 日向夏 (原作) しのとうこ (キャラクター原案)                 | 隔週金曜             |
| 君は放課後インソムニア | オジロマコト             | －                                                          | 金曜                 |
| 限定偽婚～1年間の夫婦～ | 三浦えりか               | －                                                          | 金曜                 |
| 最強女師匠たちが育成方針を巡って修羅場 | 小野洋一郎 (作画)        | 赤城大空 (原作) タジマ粒子 (キャラクター原案)               | 隔週金曜             |
| 最強にウザい彼女の、明日から使えるマウント教室@comic                                                                                               | 熊茶まくと（作画）       | 吉野憂（原作）                                              | 隔週金曜             |
| 塩対応の佐藤さんが俺にだけ甘い@comic | 鉄山かや (作画)          | 猿渡かざみ (原作) Aちき (キャラクター原案)                  | 隔週金曜             |
| 植物病理学は明日の君を願う | 竹良実                   | －                                                          | 毎月金曜             |
| 自分を好きになりたいから整形する話 | popopo                   | －                                                          | 毎月金曜             |
| スーパースターを唄って。 | 薄場圭                   | －                                                          | 毎月金曜             |
| スラップスティック | 青野春秋                 | －                                                          | 金曜                 |
| セカンドバージン・セカンドライフ～バツのち、セフ活～                                                                                               | 鯖井ばる                 | －                                                          | 金曜                 |
| ゾン100 〜ゾンビになるまでにしたい100のこと〜 | 高田康太郎 （作画）      | 麻生羽呂（原作）                                            | 隔週金曜             |
| 宙-CHUU- | 手原和憲                 | －                                                          | 隔週金曜             |
| 付き合ってあげてもいいかな | たみふる                 | －                                                          | 隔週金曜             |
| デスサイズキューティー | 玉置勉強                 | －                                                          | 金曜                 |
| ニチアサ好きのオタクが悪役生徒に転生した結果、破滅フラグが崩壊していく件について                                                                   | どんぐりす（作画）       | 烏丸英（原作）                                              | 隔週金曜             |
| ねこ、はじめました | 環方このみ               | －                                                          | 金曜                 |
| 灰被り姫は結婚した、なお王子は | 壱崎煉（作画）           | 中てい（原作）                                              | 隔週金曜             |
| 箱庭の終末 | 岬かいり                 | －                                                          | 金曜                 |
| パパ、ご乱心です | 菊地かまろ               | －                                                          | 金曜                 |
| 秘密のレプタイルズ | 鯨川リョウ               | －                                                          | 隔週金曜             |
| フォビア | ゴトウユキコ （作画）    | 原克玄（原作）                                              | 隔週金曜             |
| BEYBLADE X | 出水ぽすか（作画）       | 河本ほむら/武野光（原作）                                   | 毎月金曜（15日前後） |
| 変人のサラダボウル＠comic | 山田孝太郎 (作画)        | 平坂読 (原作) カントク (キャラクター原案)                   | 隔週金曜             |
| ホテル・インヒューマンズ | 田島青                   | －                                                          | 隔週金曜             |
| 炎の投球女ドッジ弾子 | こしたてつひろ           | －                                                          | 金曜                 |
| 負けヒロインが多すぎる＠comic | いたち (作画)            | 雨森たきび (原作) いみぎむる (キャラクター原案)             | 隔週金曜             |
| 未だ亡くなっていない人 | さおとめやぎ             | －                                                          | 隔週金曜             |
| MUJINA IN TO THE DEEP | 浅野いにお               | －                                                          | 毎月第2金曜          |
| 雷雷雷 | ヨシアキ                 | －                                                          | 隔週金曜             |
| リリア・プレグナント・ザ・ワールド・エンド | 茶菓山しん太             | －                                                          | 毎月第1・第3金曜     |
| RoOT/ルートオブオッドタクシー | 肋家竹一（作画）         | 此元和津也/P.I.C.S（原作）                                  | 毎月金曜             |
| 異世界ありがとう | ジアナズ（作画）         | 荒井小豆（原作）                                            | 隔週土曜             |
| 裏バイト:逃亡禁止 | 田口翔太郎               | －                                                          | 土曜                 |
| 厭談夜話 | 外本ケンセイ（作画）     | 夜馬裕（怪談）                                              | 隔週土曜             |
| ENDO | Peppe                    | －                                                          | 隔週土曜             |
| 推しを推せるときに推したいように推すオフ | 清水まみ                 | －                                                          | 土曜                 |
| 義娘が悪役令嬢として破滅することを知ったので、めちゃくちゃ愛します～契約結婚で私に関心がなかったはずの公爵様に、気づいたら溺愛されてました～@comic | 小山ジム（漫画）         | Shiryu（原作） 藤村ゆかこ（キャラクター原案）               | 隔週土曜             |
| 99％サキュバスちゃん | 白石ユキ                 | －                                                          | 隔週土曜             |
| 球神転生 | ジェントルメン中村       | －                                                          | 隔週土曜             |
| 銀平飯科帳 | 河合単                   | －                                                          | 隔週土曜             |
| 最強職《竜騎士》から初級職《運び屋》になったのに、 なぜか勇者たちから頼られています＠comic                                                         | 幸路（漫画）             | あまうい白一（原作） 泉彩（キャラクター原案）               | 土曜                 |
| 神蛇 | 響眞(作画)               | 田口清隆(シナリオ)                                          | 隔週土曜             |
| すこしだけ生き返る | うすくらふみ             | －                                                          | 隔週土曜             |
| 小鳥遊家の妹は花嫁になりたいっ!! | 池山田剛                 | －                                                          | 土曜                 |
| たりない竜のピルグリム | mogi                     | －                                                          | 隔週土曜             |
| 翼くんはあかぬけたいのに | 小花オト                 | －                                                          | 隔週 土曜            |
| つまり、アレ。 | 横山真由美               | －                                                          | 土曜                 |
| 出会ってひと突きで絶頂除霊!＠comic | 柚木N'（漫画）           | 赤城大空（原作） 魔太郎（キャラクター原案）                 | 隔週土曜             |
| 偽物令嬢の復讐～仇討ちのため、5人の侯爵令息の婚約者になります                                                                                      | 南々瀬なつ（作画）       | 小林央（原作）                                              | 隔週土曜             |
| Bite Maker AK | 杉山美和子               | －                                                          | 隔週土曜             |
| はぐれ人魚のディアナ | すあま                   | －                                                          | 隔週土曜             |
| 不死身のパイセン | 田口翔太郎               | －                                                          | 土曜不定期更新       |
| 夜人 | 岡部閏                   | －                                                          | 土曜                 |
| ラララボ☆～ギャルと科学と青春と！～ | 駒込ぴぴ                 | －                                                          | 土曜                 |
| 「赤毛の役立たず」とクビになった魔力なしの魔女ですが、「薬草の知識がハンパない！」と王立研究所に即採用されました                                   | 天宮こなつ(作画)         | 糸加(原作)                                                  | 日曜                 |
| アキナちゃん神がかる | 若杉公徳                 | －                                                          | 隔週日曜             |
| アジール Asyl | 速戸ゆう                 | －                                                          | 隔週日曜             |
| アヤシデ 怪神手 | 水田マル                 | －                                                          | 日曜                 |
| 異世界失格 | 若松卓宏(作画)           | 野田宏(原作)                                                | 日曜                 |
| 異世界人生劇場～竜と魔王とエビフライ | Ka92                     | －                                                          | 隔週日曜             |
| インフォーマ －INFORMA－ | 鯛噛(作画)               | 沖田臥竜(原作) 山本晃司(構成)                               | 隔週日曜             |
| 永世乙女の戦い方 | くずしろ(作画)           | 香川愛生(監修)                                              | 日曜                 |
| えすさいず! | 華月ひとみ               | －                                                          | 日曜                 |
| 縁もゆかりも | 宇仁田ゆみ               | －                                                          | 隔週日曜             |
| 大阪マダム、後宮妃になる！ | 馬場彩玖(作画)           | 田井ノエル(原作) カズアキ(キャラクター原案)                 | 隔週日曜             |
| お荷物と呼ばれた転生姫は、召喚勇者に恋をして聖女になりました                                                                                       | 南々瀬なつ (作画)        | マチバリ (原作)                                             | 隔週日曜             |
| 怪異と乙女と神隠し | ぬじま                   | －                                                          | 隔週日曜             |
| 怪物中毒@コミック | 久園亀代 (作画)          | 三河ごーすと (原作) 美和野らぐ (構成)                       | 隔週日曜             |
| 風の槍 | 矢野日菜子(作画)         | NUMBER8(原作)                                               | 隔週日曜             |
| カレコレ | 井上桃太(作画)           | 比企能博/Plott(原作)                                        | 日曜                 |
| 劇光仮面 | 山口貴由                 | －                                                          | 隔週日曜             |
| GEKIRIN ～逆鱗～ | 馬田イスケ               | －                                                          | 隔週日曜             |
| 恋せよメオト。 | 立葵                     | －                                                          | 隔週日曜             |
| 後宮茶妃伝 ～寵妃は愛より茶が欲しい～ | 井山くらげ(作画)         | 唐澤和希(原作)                                              | 隔週日曜             |
| 酒と鬼は二合まで | zinbei（作画）           | 羽柴実里（原作）                                            | 日曜                 |
| 3分待って むぎ先輩 | 七路ゆうき               | －                                                          | 隔週日曜             |
| 史上最強オークさんの楽しい異世界ハーレムづくり | 月見隆士 (作画)          | 月夜涙 (原作) みわべさくら (キャラクター原案)               | 日曜                 |
| 死神の初恋～没落家族の令嬢は、愛を知らない死神に嫁ぐ～                                                                                             | 千世トケイ(作画)         | 朝比奈希夜(原作) 榊空也(キャラクター原案)                   | 隔週日曜             |
| 死に戻り、全てを救うために最強へと至る @comic | 太田羊羹 (作画)          | shiryu (原作) 手島nari。 (キャラクター原案)                 | 隔週日曜             |
| スカライティ | 日々曜                   | －                                                          | 毎月第2日曜          |
| スキル・ビルド・オンライン～変態スナイパーによるＭＭＯＲＰＧ挑戦記～                                                                               | 大寺義史(作画)           | 立華凪(原作)                                                | 隔週日曜             |
| 強すぎて勇者パーティーを卒業した最強剣士、魔法学園でも愛される                                                                                     | 生倉大福(作画)           | あまうい白一(原作)                                          | 日曜                 |
| 転生ギャル勇者と囚われの姫～モラハラ義実家を攻略せよ～                                                                                             | 横山真由美               | －                                                          | 日曜                 |
| トリリオンゲーム | 池上遼一 (作画)          | 稲垣理一郎 (原作)                                           | 日曜                 |
| バイオレンスアクション | 浅井蓮次 (作画)          | 沢田新 (原作)                                               | 日曜                 |
| 胚培養士ミズイロ | おかざき真里             | －                                                          | 隔週日曜             |
| 薔薇と殺し屋 | 箕野希望                 | －                                                          | 隔週日曜             |
| 火の神さまの掃除人ですが、いつの間にか花嫁として溺愛されています                                                                                   | 山田こもも(作画)         | 浅木伊都(原作) SNC(キャラクター原案)                        | 隔週日曜             |
| ペルソナ5 | 村崎久都 (作画)          | アトラス (原作)                                             | 隔週日曜             |
| 煩悩☆西遊記 | クリスタルな洋介         | －                                                          | 日曜                 |
| 魔王がずっと見ている | ふくしま正保(作画)       | 野田宏 (原作)                                               | 日曜                 |
| 蟲愛づる姫君の結婚 ～後宮はぐれ姫の蠱毒と謎解き婚姻譚～                                                                                            | 楽々 (作画)              | 宮野美嘉 (原作) 碧風羽 (キャラクター原案) 小原愼司 (ネーム) | 日曜                 |
| 闇金ウシジマくん外伝 肉蝮伝説 | 速戸ゆう (作画)          | 真鍋昌平 (原作)                                             | 日曜                 |
| やり直し令嬢は、大好きな旦那様に離婚しようと言わせたい!                                                                                            | 止糸さじ(作画)           | 小林央(原作)                                                | 隔週日曜             |
| 柚木さんちの四兄弟。 | 藤沢志月                 | －                                                          | 日曜                 |
| 余命3000文字 | 浅野直之 (作画)          | 村崎羯諦 (原作) 春日有 (構成)                               | 日曜                 |

### 連載終了
| 作品名                                                                                        | 作者（作画）                | 原作など                                                         | 備考・更新日   |
| --------------------------------------------------------------------------------------------- | --------------------------- | ---------------------------------------------------------------- | -------------- |
| あまりものでも恋は甘い                                                                        | 銀色かな                    | －                                                               | 隔週月曜       |
| あやかし緋扇                                                                                  | くまがい杏子                | －                                                               | 第1・第3月曜   |
| 生きてるうちに推してくれ                                                                      | 丹羽庭                      | －                                                               | 月曜           |
| 異世界で聖騎士の箱推ししてたら尊みが過ぎて聖女になってた                                      | 山悠希（作画）              | のんべんだらり（原作）                                           | 隔週月曜       |
| うむ、うまない、うめない、うみたい                                                            | ことり（作画）              | 加藤綾子（原作）                                                 | 隔週月曜       |
| OMEGA ONE                                                                                     | 玉井雪雄                    | －                                                               | 隔週月曜       |
| 海帝                                                                                          | 星野之宣                    | －                                                               | 月曜           |
| 彼は彼女に変わるまで                                                                          | 壱崎煉 (作画)               | 中てい (原作)                                                    | 月曜           |
| クリミナーレ!                                                                                 | 水色すいみん                | －                                                               | 月曜           |
| グッド・ナイト・ワールド                                                                      | 岡部閏                      | －                                                               | 月曜           |
| こちらでお召し上がりですか?                                                                   | 竹内じゅんや                | －                                                               | 月曜           |
| 3インチ                                                                                       | 多口はじめ                  | －                                                               | 隔週月曜       |
| 死にたがり君と殺人鬼君                                                                        | しう鍋                      | －                                                               | 月曜           |
| 世界鬼                                                                                        | 岡部閏                      | －                                                               | 月曜           |
| ゼルダの伝説 完全版セレクション                                                               | 姫川明                      | －                                                               | 隔週月曜       |
| ゼルダの伝説 トワイライトプリンセス                                                           | 姫川明                      | －                                                               | 月刊月曜       |
| 背水の魔王ゲーマーになる！                                                                    | 山田リツ                    | －                                                               | 月曜           |
| バトルグラウンドワーカーズ                                                                    | 竹良実                      | －                                                               | 月曜           |
| バンバンドリドリ                                                                              | ニャロメロン（作画）        | ブシロード（原作） ひと和（キャラクター原案）                    | 隔週月曜       |
| ヒーローハーツ                                                                                | 春原ロビンソン              | －                                                               | 月曜           |
| ヒーローは中にいる！                                                                          | 友瀬一樹                    | －                                                               | 月曜           |
| ひともんちゃくなら喜んで!                                                                     | 八海つむ                    | －                                                               | 隔週月曜       |
| 貧乏剣士、ガムちゃんを買う。                                                                  | たんさんでんち              | －                                                               | 月曜           |
| プロミス・シンデレラ                                                                          | 橘オレコ                    | －                                                               | 隔週月曜       |
| Helck                                                                                         | 七尾ナナキ                  | －                                                               | 月曜           |
| ホイッスル!W                                                                                  | 樋口大輔                    | －                                                               | 隔週月曜       |
| ママはパパラッチ                                                                              | 涼木スズ（作画）            | 十九島信（原作）                                                 | 月曜           |
| 無職の学校                                                                                    | 清家孝春                    | －                                                               | 隔週月曜       |
| 闇金ウシジマくん                                                                              | 真鍋昌平                    | －                                                               | 月曜           |
| 勇者が死んだ!～村人の俺が掘った落とし穴に勇者が落ちた結果。～                                 | スバルイチ                  | －                                                               | 月曜           |
| 愛してるっていわなきゃ、死ぬ。                                                                | 三生                        | －                                                               | 火曜           |
| 愛囚ラヴァ                                                                                    | ほりかわけぇすけ            | －                                                               | 火曜           |
| 悪役令嬢、94回目の転生はヒロインらしい。 ～キャラギルドの派遣スタッフは転生がお仕事です！～   | 高内藤花 （作画）           | 柊一葉（原作）                                                   | 隔週火曜       |
| ある預言者の物語                                                                              | AO（作画）                  | 松本貴仁（原作）                                                 | 火曜           |
| 異世界アイドル～異世界でアイドルデビューしたら聖女扱いされてしまいました～                    | ムネヤマヨシミ（原作）      | 和泉杏花（原作） 近江谷（構成）                                  | 隔週火曜       |
| 異世界に救世主として喚ばれましたが、 アラサーには無理なので、ひっそりブックカフェ始めました。 | 桜田霊子（作画）            | 和泉杏花（原作） 近江谷（構成）                                  | 隔週火曜       |
| 市場クロガネは稼ぎたい                                                                        | 梧桐柾木                    | －                                                               | 火曜           |
| 茨城ごじゃっぺカルテット                                                                      | 豚もう                      | －                                                               | 隔週火曜       |
| ヴァンピアーズ                                                                                | アキリ                      | －                                                               | 隔週火曜       |
| うそつき婚と星月夜                                                                            | ささきさ                    | －                                                               | 火曜           |
| かけてもいいが、これは絶対に恋ではない。                                                      | 稜之大介（作画）            | 大小大人（脚本）                                                 | 火曜           |
| きまぐれヴァルプルギス                                                                        | イッシー                    | －                                                               | 隔週火曜       |
| 恋に病み、愛を唄う                                                                            | サザメ漬け                  | －                                                               | 隔週火曜       |
| 紅緋のアルティ                                                                                | 菅野ナオト                  | －                                                               | 隔週火曜       |
| スクール×ツクール                                                                             | wogura（作画）              | 田岡りき（原作）                                                 | 隔週火曜       |
| 先生で○○しちゃいけません!                                                                     | 武者サブ                    | －                                                               | 隔週火曜       |
| チ。-地球の運動について-                                                                      | 魚豊                        | －                                                               | 火曜           |
| 償い魔法少女カレンザ                                                                          | 下内遼太（作画）            | 宮月新（原作）                                                   | 火曜           |
| ドクザクラ                                                                                    | 山本やみー（作画）          | MITA（原作）                                                     | 火曜           |
| ハイメと臓器姫                                                                                | 鉄田猿児 (作画)             | 千賀史貴 (原作)                                                  | 火曜           |
| HANGED MAN                                                                                    | 雨乃月靉一                  | －                                                               | 火曜           |
| 引っ越し大名三千里                                                                            | 永田狐子 (漫画)             | 土橋章宏 (原作)                                                  | 隔週火曜       |
| ヒト喰イ                                                                                      | 太田羊羹（作画）            | MITA（原作）                                                     | 火曜           |
| ヒトクイ-origin-                                                                              | 太田羊羹（作画）            | MITA（原作）                                                     | 火曜           |
| ベルサイユオブザデッド                                                                        | スエカネクミコ              | －                                                               | 隔週火曜       |
| 放課後Ageha                                                                                   | 柚木そよな                  | －                                                               | 第1・第3火曜   |
| 間宮さんといっしょ                                                                            | ガオシ                      | －                                                               | 月刊           |
| みずまほ 〜水着になったら魔法を出せた！〜                                                     | むうりあん                  | －                                                               | 隔週火曜       |
| メディアミックスメイデン                                                                      | 武者サブ（作画）            | 丸戸史明（原作）                                                 | 隔週火曜       |
| 秋月さんは大人になれない                                                                      | 優風                        | －                                                               | 隔週水曜       |
| 悪役令嬢ですが死亡フラグ回避のために聖女になって権力を行使しようと思います                    | 空まめ（作画）              | てんてんどんどん（原作）                                         | 水曜           |
| あなたの鼓動を見させて。                                                                      | 棚橋なもしろ (作画)         | MITA (原作)                                                      | 水曜           |
| イセカイ・オブ・ザ・デッド ～コンビニ店員の俺が転生してゾンビと戦うってマジ!?～               | 春田優希                    | －                                                               | 隔週水曜       |
| オエカキスト!                                                                                 | ぱげらった                  | －                                                               | 水曜           |
| 俺だけにかまって魔可先輩                                                                      | いうのす                    | －                                                               | 隔週水曜       |
| ガチャマン                                                                                    | 村上ペコ（作画）            | 焼き芋ハンサム斎藤（原作）                                       | 水曜           |
| きみに恋する殺人鬼                                                                            | あきやまえんま              | －                                                               | 隔週水曜       |
| ギャル×スケ！                                                                                 | 神内アキラ                  | －                                                               | 隔週水曜       |
| 結婚するって、本当ですか                                                                      | 若木民喜                    | －                                                               | 水曜           |
| 恋する淫魔の禁欲生活                                                                          | 蒼尊                        | －                                                               | 隔週水曜       |
| 心が叫びたがってるんだ。                                                                      | 阿久井真（漫画）            | 超平和バスターズ（原作）                                         | 隔週水曜       |
| ザ・にゃんフィクション                                                                        | たなかふじもと              | －                                                               | 隔週水曜       |
| 死にあるき                                                                                    | 了子                        | －                                                               | 隔週水曜       |
| 下北ジャンクロード                                                                            | 二宮利人                    | －                                                               | 隔週水曜       |
| 砂時計                                                                                        | 芦原妃名子                  | －                                                               | 水曜           |
| 正義の学園                                                                                    | 三生                        | －                                                               | 隔週水曜       |
| ゼクレアトル 〜神マンガ戦記〜                                                                 | 阿久井真（作画） 戸塚たくす | 戸塚たくす（原作）                                               | 水曜           |
| 堕天作戦                                                                                      | 山本章一                    | －                                                               | 月刊水曜       |
| チャームエンジェル                                                                            | もりちかこ                  | －                                                               | 水曜           |
| 電流少年                                                                                      | 庭猫もる                    | －                                                               | 隔週水曜       |
| 透明の君                                                                                      | 季生みなと                  | －                                                               | 隔週水曜       |
| DOG END                                                                                       | ゆりかわ                    | －                                                               | 水曜           |
| 派遣社員あすみの家計簿                                                                        | 雨野さやか（作画）          | 青木祐子（原作）                                                 | 隔週水曜       |
| はなにあらし                                                                                  | 古鉢るか                    | －                                                               | 水曜           |
| 100人の英雄を育てた最強預言者は、 冒険者になっても世界中の弟子から慕われてます@comic          | 響眞                        | 原作：あまうい白一 キャラクター原案：天野英                      | 水曜           |
| ヒロイン不在の悪役令嬢は婚約破棄してワンコ系従者と逃亡する                                    | じろあるば（作画）          | 柊一葉（原作）                                                   | 隔週水曜       |
| 僕と魔女についての備忘録                                                                      | 三つ葉優雨                  | －                                                               | 隔週水曜       |
| マギ シンドバッドの冒険                                                                       | 大寺義史（マンガ）          | 大高忍（原作）                                                   | 水曜           |
| マハルとシーマ～愚連街日常譚～                                                                | 手石ロウ                    | －                                                               | 隔週水曜       |
| まめはペットで、美少女で。                                                                    | 杉しっぽ                    | －                                                               | 第1・第3水曜   |
| 猛禽ちゃん                                                                                    | 阿久井真                    | －                                                               | 水曜           |
| 元将軍のアンデッドナイト@comic                                                                | SHUKO（作画）               | 猫子（原作） 晩杯あきら（キャラクター原案）                      | 隔週水曜       |
| LIFE MAKER                                                                                    | 宇津江広祐                  | －                                                               | 隔週水曜       |
| ラブ・ボーイ・ラブ                                                                            | はらまさき                  | －                                                               | 水曜           |
| 輪典 バベルハイムの商人                                                                       | 古海鐘一 (漫画)             | マッグガーデン (協力)                                            | 隔週水曜       |
| あーとかうーしか言えない                                                                      | 近藤笑真                    | －                                                               | 隔週木曜       |
| アカゴヒガン                                                                                  | 飯沼ゆうき                  |                                                                  | 木曜           |
| 悪役令嬢は暗殺者を誘惑する                                                                    | せんりょう静（作画）        | マチバリ（原作）                                                 | 木曜           |
| 異世界転生して魔女になったのでスローライフを送りたいのに魔王が逃してくれません                | カワグチ（作画）            | マチバリ（原作）                                                 | 隔週木曜       |
| Sレア装備の似合う彼女                                                                         | 近江のこ                    | －                                                               | 木曜           |
| 黄金の酔拳士                                                                                  | 太陽まりい                  | －                                                               | 木曜           |
| 鬼ギャルさん！鬼気迫る!!                                                                      | ほりかわ けぇすけ           | －                                                               | 月刊木曜       |
| 女の子が抱いちゃダメですか？                                                                  | ねじがなめた                |                                                                  | 隔週木曜       |
| かけこみ!シェアハウス                                                                         | 七味さや                    |                                                                  | 木曜           |
| 神つり                                                                                        | ほろばいさ子（作画）        | とちぼり木（原案）                                               | 木曜           |
| がんばりょんかぁ、マサコちゃん                                                                | 魚戸おさむ（作画）          | 宮崎克（原作）                                                   | 隔週木曜       |
| 騎乗戦士モクバさん                                                                            | 太陽まりい                  | －                                                               | 木曜           |
| 桐生先生は恋愛がわからない。                                                                  | 小野ハルカ                  | －                                                               | 木曜           |
| ケンガンアシュラ                                                                              | だろめおん（作画）          | サンドロビッチ・ヤバ子（原作）                                   | 木曜           |
| ケンガンアシュラゼロ                                                                          | だろめおん（作画）          | サンドロビッチ・ヤバ子（原作）                                   | 木曜           |
| 女子高生から、婚活してます。                                                                  | 左右田もも                  | －                                                               | 木曜           |
| 新約カニコウセン                                                                              | 真じろう（作画）            | 原田重光（原作）                                                 | 木曜           |
| 担当さん、距離が近いです!                                                                     | ロクザキ                    | －                                                               | 隔週木曜       |
| 懲役一善～社会のゴミですけど感謝してくれますか～                                              | 田中基（作画）              | 宮月新（原作）                                                   | 木曜           |
| でんぢゃらすリーマン                                                                          | 曽山一寿                    | －                                                               | 木曜           |
| ナツメキッ!!                                                                                  | 七島佳那                    | －                                                               | 第1・第3木曜   |
| はじめてのケダモノ                                                                            | 悠妃りゅう                  | －                                                               | 隔週木曜       |
| ヒマチの嬢王                                                                                  | 茅原クレセ                  | －                                                               | 隔週木曜       |
| フランチャイズ!つくだ☆マジカル                                                                | 小田扉                      | －                                                               | 木曜           |
| ヘブンの天秤                                                                                  | 浄土るる                    |                                                                  | 木曜           |
| ぼくが紡ぐ君のコトノハ                                                                        | くまき絵里                  |                                                                  | 隔週木曜       |
| MONSTER×MONSTER                                                                               | 飛田ニキイチ                | －                                                               | 木曜           |
| 来迎國/らいごうのくに                                                                         | 玉野祐也 (作画)             | 鈴木智 (原作)                                                    | 隔週木曜       |
| REIGEN                                                                                        | ONE                         | －                                                               | 不定期         |
| 私の夫は冷凍庫に眠っている                                                                    | 高良百                      | 八月美咲                                                         | 隔週木曜       |
| あかねのハネ                                                                                  | 磯谷友紀                    | バドミントン・マガジン編集部 (監修)                              | 月刊金曜       |
| アサシン クリード チャイナ                                                                    | 倉田三ノ路 (作画)           | ユービーアイソフト                                               | 金曜隔週       |
| 朝日向先生は秘密の診療をしているらしい                                                        | カワグチ                    | －                                                               | 隔週金曜       |
| アラタカンガタリ〜革神語〜リマスター版                                                        | 渡瀬悠宇                    |                                                                  | 金曜           |
| イケメン戦国 明智光秀編 ～この男、惚れれば地獄～                                              | 坂本あきら（作画）          | CYBIRD（原作） 蔵人幸明（シナリオ原案） 三本恭子（シナリオ原案） | 金曜           |
| 異世界ワンターンキル姉さん 〜姉同伴の異世界生活はじめました〜                                 | 田口ケンジ（作画）          | このえ（原作）                                                   | 隔週金曜       |
| イナズマイレブン アウターコード アンソロジー                                                  | [ 注 2 ]                    | レベルファイブ                                                   | 金曜           |
| 犬とサンドバッグ                                                                              | 尾崎かおり                  | －                                                               | 毎月金曜       |
| 今際の国のアリス                                                                              | 麻生羽呂                    | －                                                               | 金曜           |
| オッドタクシー                                                                                | 肋家竹一（作画）            | 此元和津也/P.I.C.S（原作）                                       | 隔週金曜       |
| 劫火の教典                                                                                    | 伊勢ともか                  | －                                                               | 金曜           |
| GORSE                                                                                         | 兄崎ゆな (作画)             | 徳川トモ (原作) 田中渉 (原作)                                    | 金曜           |
| サツリクルート                                                                                | 吉宗（作画）                | MITA（原作）                                                     | 金曜           |
| シジジー、シジジー                                                                            | 雪魚                        |                                                                  | 金曜           |
| 実験島                                                                                        | 岩葉（作画）                | MITA（原作）                                                     | 金曜           |
| しのびがたき                                                                                  | 飛田ニキイチ                | －                                                               | 金曜           |
| 邪神の花嫁                                                                                    | 冬織透真                    | －                                                               | 隔週金曜       |
| 15分の少女たち ―アイドルのつくりかた―                                                         | 戸井理恵 （作画）           | かっぴー（原作）                                                 | 金曜           |
| 【修復】スキルが万能チート化したので、武器屋でも開こうかと思います                            | 榎ゆきみ (作画)             | 星川銀河 (原作) 眠介 (キャラクター原案)                          | 隔週金曜       |
| しょせん他人事ですから ～とある弁護士の本音の仕事～ 1巻                                       | 富士屋カツヒト (作画)       | 左藤真通 (原作) 清水陽平 (監修)                                  | 金曜           |
| 女優にガチ恋の無職                                                                            | 植田大悟                    |                                                                  | 金曜           |
| 進撃のえろ子さん～変なお姉さんは男子高校生と仲良くなりたい～                                  | 此ノ木よしる                | －                                                               | 金曜           |
| 1000円ヒーロー                                                                                | 焼き芋ハンサム斎藤          | －                                                               | 金曜           |
| 送球ボーイズ                                                                                  | サカズキ九（作画）          | フウワイ（原作）                                                 | 金曜           |
| たくのみ。                                                                                    | 火野遥人                    | －                                                               | 隔週金曜       |
| たびしカワラん!!                                                                              | 江野スミ                    | －                                                               | 隔週金曜       |
| 懲役339年                                                                                     | 伊勢ともか                  | －                                                               | 金曜           |
| 転生悪役令嬢は見せかけドS王子をお仕置きしたい                                                 | 清水まみ                    |                                                                  | 隔週金曜       |
| ドランクキョンシーズ                                                                          | 若杉公徳                    | －                                                               | 隔週金曜       |
| 南国!ユタガール                                                                               | 餅西うまし                  | －                                                               | 金曜           |
| 美少年ネス                                                                                    | 江野スミ                    | －                                                               | 隔週金曜       |
| ヒソカニアサレ                                                                                | きむ てみょん→古町（作画）  | 古町（原作）                                                     | 金曜           |
| 弁護士亜蘭陸法は漫画家になりたい                                                              | 武村勇治（作画）            | ゆうきまひろ（原作）                                             | 金曜           |
| 放課後のグランギニョル                                                                        | 天海杏菜                    | －                                                               | 金曜           |
| マワリの情景 〜部活編〜                                                                       | 有田ヨシノ                  | －                                                               | 金曜           |
| モブサイコ100                                                                                 | ONE                         | －                                                               | 金曜           |
| 桃色男女ちぇん☆secondseason                                                                   | 左右田もも                  | －                                                               | 第1・第3金曜   |
| 手とり足とり教えてやるよ                                                                      | 春名ひろ                    | －                                                               | 第2・第4金曜   |
| 夜のお友にどうですか？                                                                        | うみのまや （作画）         | 吉野郁（原作）                                                   | 隔週金曜       |
| リタ                                                                                          | 桂実                        | －                                                               | 金曜           |
| アイショタ idol show time twinkiling memory                                                   | 清瀬赤目（漫画）            | 丸山有香（原作） すめらぎ琥珀（メインキャラクターデザイン）      | 隔週土曜       |
| アルケイク・ヒューマンズ                                                                      | 市井伊月                    | －                                                               | 隔週土曜       |
| 苺とミルフィーユ                                                                              | 小森りんご                  | －                                                               | 第2・第4土曜   |
| オカルト研は存在しない!!                                                                      | 河原井優貴                  | －                                                               | 土曜           |
| 教え子がAV女優、監督はボク。                                                                  | 村西てんが                  | －                                                               | 土曜           |
| 乙女装甲アルテミス                                                                            | 足立たかふみ                | －                                                               | 隔週土曜       |
| 岳 みんなの山                                                                                 | 石塚真一                    | －                                                               | 土曜           |
| かわいいからギリゆるせる                                                                      | もこやま仁                  | －                                                               | 隔週土曜       |
| 國崎出雲の事情                                                                                | ひらかわあや                | －                                                               | 土曜           |
| 神のみぞ知るセカイ                                                                            | 若木民喜                    | －                                                               | 土曜           |
| 銀狼ブラッドボーン                                                                            | 雪山しめじ（作画）          | 艮田竜和（原作）                                                 | 隔週土曜       |
| 剣と魔法の税金対策＠comic                                                                     | 蒼井ひな太 (作画)           | SOW (原作) 三弥カズトモ (キャラクター原案)                       | 土曜           |
| 孤島部長                                                                                      | 八海つむ                    | －                                                               | 土曜           |
| ゴルゴCAMP                                                                                    | 深山雪男（作画）            | さいとう・たかを（原作）                                         | 隔週土曜       |
| ザッケン!                                                                                     | プクプク (漫画家)（作画）   | 上村奈帆/モノガタリラボ（原作）                                  | 隔週土曜       |
| G                                                                                             | 山田一喜                    | －                                                               | 土曜           |
| 少女怪事                                                                                      | 星乃みき                    | －                                                               | 隔週土曜       |
| その高校生Xにつき                                                                             | 鈴木央                      | －                                                               | 土曜           |
| ツキトウサギ                                                                                  | 小虎 (漫画家)               | －                                                               | 土曜           |
| 転性パンデみっく                                                                              | 冬野なべ                    | －                                                               | 隔週木曜 →土曜 |
| 夏へのトンネル、さよならの出口 群青                                                           | 小うどん （作画）           | 八目迷（原作） くっか（キャラクター原案）                        | 隔週土曜       |
| 七海みなみは輝きたい                                                                          | 吉田ばな （作画）           | 屋久ユウキ（原作） フライ（キャラクター原案）                    | 隔週土曜       |
| 廃妃は再び玉座に昇る 耀帝後宮異史                                                             | ミナミ (漫画家) （作画）    | はるおかりの（原作）                                             | 土曜           |
| 反逆の血戦術士～世界唯一の吸血鬼殺し、最強の戦士になりつつ自由に生きる～                      | 島崎勇輝（作画）            | あまうい白一（原作）                                             | 隔週土曜       |
| BLUE GIANT                                                                                    | 石塚真一                    | －                                                               | 土曜           |
| ぼくらのQ                                                                                     | 市真時系                    | －                                                               | 土曜           |
| ぽんこつポン子                                                                                | 矢寺圭太                    | －                                                               | 土曜           |
| 勇者のひざには猫がいる                                                                        | 汐里 （作画）               | 飯島浩介（原作）                                                 | 隔週土曜       |
| 流血女神伝～帝国の娘～                                                                        | 窪中章乃(作画)              | 須賀しのぶ(原作) 船戸明里 (キャラクター原案)                     | 土曜           |
| アオアシ                                                                                      | 小林有吾                    | －                                                               | 日曜           |
| 亜獣譚                                                                                        | 江野スミ                    | －                                                               | 隔週日曜       |
| 東くんの恋猫                                                                                  | 菅原亮きん                  | －                                                               | 日曜           |
| 圧勝                                                                                          | 小虎 (漫画家)               | －                                                               | 日曜           |
| ABURA                                                                                         | 貘九三口造(作画)            | NUMBER8(原作)                                                    | 隔週日曜       |
| 異世界ナンパ 〜無職ひきこもりのオレがエルフや猫人間や幼女竜に声をかけてみました〜             | 久水あるた (作画)           | 滝本竜彦 (原作) みやけりく (構成)                                | 隔週日曜       |
| 異世界猫と不機嫌な魔女                                                                        | 柏葉ヒロ                    | －                                                               | 毎月最終日曜   |
| IT'S MY LIFE                                                                                  | 成田芋虫                    | －                                                               | 日曜           |
| お姉ちゃんは恋妖怪                                                                            | 青島かなえ                  | －                                                               | 日曜           |
| カクリヨ・バトルマニア                                                                        | おしょうゆたべたい          | －                                                               | 隔週日曜       |
| ゲーマーズ×ダンジョン 僕はゲーム依存じゃない                                                  | ナナトエリ・亀山聡(作画)    | －                                                               | 毎月日曜       |
| 結婚が前提のラブコメ                                                                          | 大竹利朋(作画)              | 栗ノ原草介(原作) 吉田ばな(キャラクター原案)                      | 隔週日曜       |
| 殺し屋は今日もBBAを殺せない。                                                                 | 芳明彗                      | －                                                               | 隔週日曜       |
| しあわせアフロ田中                                                                            | のりつけ雅春                | －                                                               | 日曜           |
| 幸せな恋、集めました。                                                                        | 立葵                        | －                                                               | 隔週日曜       |
| 邪剣さんはすぐブレる                                                                          | 飛田ニキイチ                | －                                                               | 日曜           |
| 呪剣の姫のオーバーキル                                                                        | 藤澤紀幸(作画)              | 川岸殴魚(原作) so品(キャラクター原案)                            | 隔週日曜       |
| 女王蜂                                                                                        | 中村芙莉子                  | －                                                               | 隔週日曜       |
| 仙果と鬼                                                                                      | 冬織透真                    | －                                                               | 日曜           |
| 超弩級少女4946                                                                                | 東毅                        | －                                                               | 日曜           |
| テラモリ                                                                                      | iko                         | －                                                               | 日曜           |
| トクサツガガガ                                                                                | 丹羽庭                      | －                                                               | 日曜           |
| トラップヒロイン                                                                              | 十三木考                    | －                                                               | 隔週日曜       |
| 猫に嫁入り                                                                                    | 拓平(作画)                  | 沖田円(原作) 條(キャラクター原案)                                | 日曜           |
| 猫のしもべにされまして                                                                        | 春日有                      | －                                                               | 隔週日曜       |
| 野湯ガール                                                                                    | 吉田史朗(作画)              | 麻生麻呂(原作)                                                   | 隔週日曜       |
| 不器用な王子様                                                                                | 鮭乃らるかん                | －                                                               | 隔週日曜       |
| 忘却のサチコ                                                                                  | 阿部潤                      | －                                                               | 日曜           |
| 魔王です。女勇者の母親と再婚したので、 女勇者が義理の娘になりました。@comic                   | 郁橋むいこ (漫画)           | 森田季節 (原作) すし* (キャラクター原案)                         | 日曜           |
| 魔斬りの家光                                                                                  | 十九島信                    | －                                                               | 日曜隔週       |
| メンズ校                                                                                      | 和泉かねよし                | －                                                               | 第2・第4日曜   |
| 黎明のアルカナ                                                                                | 藤間麗                      | －                                                               | 第1・第3日曜   |
| MAJOR                                                                                         | 満田拓也                    | －                                                               | 毎日           |
| いかづち遠く海が鳴る                                                                          | 野田彩子                    | －                                                               | 月刊           |
| しょじじょうにつき。                                                                          | 森キャベツ                  | －                                                               | 月刊           |
| 椿と罪ほろぼしのドア                                                                          | 長田亜弓                    | －                                                               | 月刊           |
| 鐵血のアマリリス                                                                              | 久遠社                      | －                                                               | 月刊           |
| 辱-にく-                                                                                      | 窪茶                        | －                                                               | 月刊           |
| ねじの人々                                                                                    | 若木民喜                    | －                                                               | 月刊           |
| ふたがしら                                                                                    | オノ・ナツメ                | －                                                               | 月刊           |
| ヤカンヒコウ〜Vampire Knight〜                                                                | 高宮智                      | －                                                               | 月刊           |
| 氷点                                                                                          | 水谷愛（作画）              | 三浦綾子（原作）                                                 | 隔月           |
| はなまる魔法教室                                                                              | 井上知之                    | －                                                               | －             |